# Niespotykane męstwo
Niespotykane męstwo (ang. Uncommon Valor; inne tłum. Niepospolita dzielność, Zuchwała siódemka) – amerykański film wojenny z 1983 roku w reżyserii Teda Kotcheffa, opowiadający o wojnie w Wietnamie. Zdjęcia kręcono na Hawajach, w Kalifornii i w Salt Lake City.

## Główne role
- Gene Hackman – pułkownik Cal Rhodes
- Robert Stack – MacGregor
- Fred Ward – Wilkes
- Reb Brown – Blaster
- Randall „Tex” Cobb – marynarz
- Patrick Swayze – Kevin Scott
- Harold Sylvester – Johnson
- Tim Thomerson – Charts